# Felix von Gutschmid

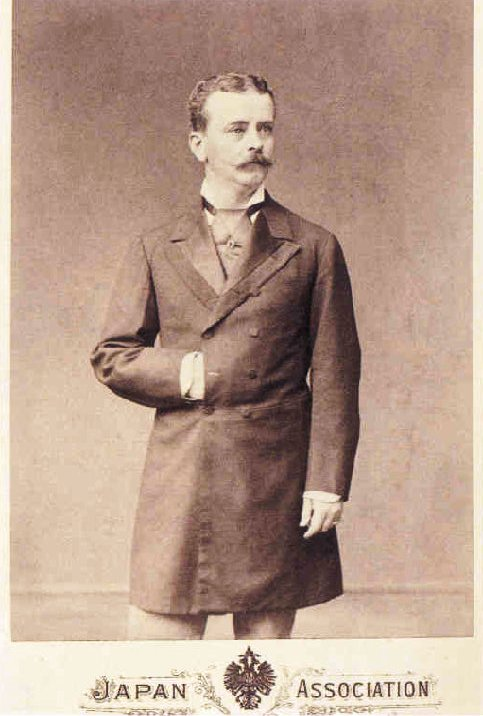
Felix Freiherr von Gutschmid während seiner Zeit als Legationssekretär in Japan

Felix Friedrich Wilhelm Eduard Heinrich Freiherr von Gutschmid (* 10. Oktober 1843 in Kollm; † 17. Oktober 1905 in Dresden) war ein deutscher Diplomat.

## Leben
Felix von Gutschmid studierte Rechtswissenschaften an der Georg-August-Universität Göttingen und der Universität Leipzig, wo er Mitglied der Corps Saxonia und Misnia war. Nach Abschluss seiner Studien wurde er 1864 Landwirt in Australien, um aber am Deutsch-Französischen Krieg teilnehmen zu können, kehrte er von dort zurück. Jedoch erreichte er seine Heimatregion erst im März 1871. Daraufhin nahm er erneut ein Studium der Rechtswissenschaften an der Universität in Halle auf. Hier bestand er auch 1874 das erste juristische Examen.
Unmittelbar darauf trat Felix von Gutschmid 1874 als Attaché in das Auswärtige Amt ein. Er wurde 1875 Legationssekretär bei der Ministerresidentur in Tokio. Sein Vorgesetzter war Karl von Eisendecher (1841–1934). Nach fünf Jahren wurde er 1880 zu einem kurzfristigen Einsatz an die deutsche Gesandtschaft nach Konstantinopel gerufen, um den 2. Botschaftssekretär dort zu vertreten. Auf eigenen Wunsch trat er zum Jahresende von diesem Posten zurück und kehrte ins Auswärtige Amt nach Berlin zurück. Von hier wechselte er 1881 als Legationssekretär nach Athen, 1882 nach Kopenhagen, 1883 nach Paris und 1884 nach Madrid. Im Jahre 1886 ging dann Gutschmid als Gesandter nach Chile, wo er sich für die Rüstungsexporte Friedrich Krupps gegen die französische Konkurrenz einsetzte. Ende 1891 erhielt er das Angebot, wieder nach Japan zurückzukehren.
Diesem Ruf folgte Felix von Gutschmid und übernahm 1892 das Amt des Gesandten in Tokyo. Damit war er der erste deutsche Gesandte vor Ort nach der erzwungenen Abdankung des Reichskanzlers Otto von Bismarck (1815–1898). Ab 1893 übernahm er in Tokyo auch den Vorsitz der Deutschen Gesellschaft für Natur- und Völkerkunde Ostasiens (OAG). Nach der Beendigung des Ersten Japanisch-Chinesischen Krieges 1895 nahm er für das Deutsche Reich, das sich in einer Tripartite-Koalition mit Frankreich und Russland befand, in der Intervention von  Shimonoseki erheblichen Einfluss auf das Ergebnis des Friedensvertrages von Shimonoseki. Dabei machte er ohne Not und durch ungewöhnliche Eigenmächtigkeit die Niederlage Japans zu einer Demütigung, die das deutsch-japanische Verhältnis anschließend über mehrere Jahre schwer belastete. In das bisher freundschaftliche Verhältnis zwischen beiden Ländern mischten sich nunmehr Enttäuschung und Misstrauen. Dieser eingetretene Schaden wurde 1898 mit dem Erwerb der Bucht von Kiautschou durch Deutschland noch weiter verstärkt. Der damit einsetzende Sturm gegen die deutsche Gesandtschaft in der japanischen Presse zwangen von Gutschmid zu einem Entschuldigungsschreiben, das im Parlament unter Beifall verlesen wurde. Die damit vollzogene Demütigung seiner Person war im Endeffekt dann auch ein Resultat seines insgesamt arroganten Verhaltens während der Amtszeit und seiner recht unfreundlichen Haltung Japans gegenüber. Von seinem Heimaturlaub ab März 1897 kehrte er nicht mehr nach Tokyo zurück. Aus diesem Grund wurde er dann im August 1897 abberufen. Auf eigenen Wunsch wurde er 1899 in den Ruhestand versetzt.
Nach seinem Eintritt in den Ruhestand lebte Gutschmid in Dresden. Hier verstarb er 1905 und wurde auf dem Johannisfriedhof beigesetzt.